# CANT 6
Il CANT 6, precedentemente C.S. 6 (o CNT. Silurante 6), fu un idrosilurante trimotore biplano a scafo centrale, sviluppato dalla divisione aeronautica del azienda cantieristica italiana CRDA negli anni venti.

## Storia del progetto
Il C.S. 6, secondo velivolo ad essere prodotto dall'azienda neocostituita Cantieri Navali Triestini (CNT), deve l'origine ad un concorso bandito nel 1923 (o 1924) dal Ministero dell'aeronautica per dotare la Regia Aeronautica di un idrovolante plurimotore destinato ad essere impiegato come aerosilurante. In realtà non si trattava di un progetto originale dell'allora capoprogettista Raffaele Conflenti ma un progetto abortito dalla Società Rinaldo Piaggio a firma dell'ingegner Giovanni Pegna. Il velivolo, che avrebbe dovuto prendere la denominazione Piaggio P.4, non venne mai concretizzato nemmeno in un prototipo in quanto la direzione della società ritenne insufficiente la cifra di £ 420.000 prevista in pagamento dal contratto. Il progetto quindi venne acquistato dalla CNT e rivisto parzialmente dall'ingegner Conflenti.

## Tecnica
Il CANT 6 era un idrovolante a scafo centrale caratterizzato da un abitacolo di pilotaggio aperto in posizione avanzata, configurazione alare biplana con ali di ugual misura collegate tra loro da una serie di montanti e tiranti, con l'inferiore dotata di piccoli galleggianti equilibratori e coda cruciforme con piani orizzontali a semisbalzo ed impennaggio monoderiva. L'apparato di propulsione era affidato a tre motori a 12 cilindri a V Lorraine-Dietrich 12 Db in configurazione spingente. Rispetto al progetto da cui derivava il CANT 6 risultava di dimensioni più contenute e di peso a vuoto inferiore a quello preventivato, anche grazie all'abbandono del complesso sistema di lancio del siluro originariamente caricato in una stiva all'interno dello scafo. Al contrario la versione realizzata lo prevedeva agganciato ad un pilone posto sotto la semiala destra. L'armamento difensivo consisteva in due postazioni dotate di una mitragliatrice Lewis da 7,7 mm ciascuna.
Il prototipo compì il primo volo nel novembre 1924 e successivamente venne presentato alla sezione di test comparativi, dal quale però uscì vincitore il concorrente Macchi M.24. Ciò nonostante il progetto venne giudicato ugualmente meritevole di sviluppo e vennero commissionati alla CANT nove esemplari, sei destinati alla prima linea e tre di riserva, tutti assegnati nel 1926 alla 191ª Squadriglia dell'86º Gruppo di Brindisi inquadrati nell'8º Stormo della Regia Aeronautica e rimasti in servizio operativo sino al 1929. Dopo tale data vennero ritirati con la prospettiva della riconversione ad uso ricerca e salvataggio, riconversione che però non ebbe mai inizio.
Vi fu un solo esempio di sottoversione realizzata nel 1925, alla quale venne riservata la denominazione 6bis. Questa prevedeva la sostituzione degli originali tre motori con due collocati centralmente in tandem in configurazione traente-spingente. Pur dotato di una migliore aerodinamica e del peso complessivo inferiore all'incirca di 600 kg rispetto all'originale, il prototipo così realizzato risultò talmente sottopotenziato da non riuscire nemmeno ad effettuare un decollo. Questo insuccesso decretò l'interruzione dello sviluppo dello stesso ed il prototipo venne riportato alle condizioni originali ripristinando la configurazione trimotore.

## Versioni
6
versione trimotore originale
6bis
versione bimotore non avviata alla produzione
6ter
variante civile.

## Utilizzatori
Italia
- Regia Aeronautica

utilizzato su unità navali della Regia Marina